# Al-Chubar
Al-Chubar (arabsky الخبر‎) je město a guvernorát ve Východní provincii Saúdské Arábie. Leží na pobřeží Perského zálivu. S 409 549 obyvatel (2022) v samotném městě a 658 550 obyvatel v guvernorátu je Al-Chubar součástí oblasti „Triplet Cities“ (metropolitní oblasti Dammam), která je tvořena ještě městy Dammám a Dhahran. Tato města tvoří jádro regionu.
Město bylo založeno spolu s městem Dammám kmenem Dawasírů, který se do oblasti přesunul roku 1923 ze strachu před britskou perzekucí se svolením krále Abd al-Azíze ibn Saúda. Al-Chubar zažil rychlý růst po objevení ropy v Saúdské Arábii, protože sloužil jako přístav pro vývoz ropy vytěžené společností Saudi Aramco v počátcích společnosti. Khobar byl tradičně také centrem obchodu a dnes se v něm nachází několik nákupních center.
Město je v metropolitní oblasti Dammam nejmladší. Nabízí výhledy na Perský záliv, především ze 16 km dlouhé silnice Corniche Road, která vede paralelně s východním pobřežím. Al-Chubar je také přímořským letoviskem, na jižním předměstí města se nachází Zátoka půlměsíce nabízející několik pláží. V noci se jinak klidné město mění v rušné centrum s některými z největších nákupních center v království (například Mall of Dhahran a al-Rashid Mall). Z historických památek patří mezi nejvýznamnější třída Suwaiket, oficiálně Prince Bandar ibn Abdulaziz Street, na níž se nachází některé z nejstarších trhů ve městě.
Guvernorát Al-Chubar se dále dělí na několik částí, hlavním městem guvernorátu je Al-Chubar.

## Klima
Al-Chubar má pouštní klima s velmi horkými suchými léty a mírnými až teplými suchými zimami. V zimě a na jaře jsou běžné slabé deště často střídané přívalovými dešti a bouřkami. Stejně jako Dammám se i Al-Chubar potýká s efektem městského tepelného ostrova.
Průměrná roční teplota je 33 °C přes den a 22 °C v noci. Nejchladnějším měsícem je leden s teplotami od 12 do 22 °C přes den a od 3 do 18 °C v noci. V nejteplejším měsíci, červnu, se teploty typicky pohybují od 36 do 50 °C přes den a přibližně okolo 33 °C v noci. Léto obecně trvá přibližně pět měsíců, od května do září. Dva měsíce, duben a říjen, jsou přechodné, ale přechod mezi ročními obdobími je poměrně rychlý. Velké výkyvy teplot jsou, zejména v letních měsících, vzácné.